# Kelly Blatz
Kelly Steven Blatz (* 16. Juni 1987 in Burbank, Los Angeles, Kalifornien) ist ein US-amerikanischer Schauspieler und Sänger. Seinen Durchbruch hatte er mit der Rolle des Charlie Landers in der Disney-XD-Serie Aaron Stone.

## Leben
Blatz' erste Rolle war in dem Film The Oakley Seven (2006). Er hatte eine kurze Rolle in dem Horrorfilm Simon Says und war in dem Remake von Prom Night aus dem Jahr 2008 dabei. 2009 wurde er durch die Rolle des Aaron Stone in der gleichnamigen Serie bekannt.
Davor hatte er Nebenrollen und Gastauftritte bei Zoey 101, 90210 und Sonny Munroe. Außerdem war er 2009 in dem ersten Disney XD Original Movie Skyrunners als Nick Burns dabei.

## Filmografie

### Filme
- 2006: Simon Says
- 2006: The Oakley Seven
- 2008: From Within
- 2008: Prom Night
- 2009: April Showers
- 2009: Skyrunners
- 2009: Amok – Columbine School Massacre
- 2015: ExitUs – Play It Backwards

### Serien
- 2009–2010: Aaron Stone als Charlie Landers/Aaron Stone
- 2010–2011: Glory Daze als Joel Harrington
- 2016: Fear the Walking Dead als Brandon

### Gastauftritte
- 2007: Zoey 101 in der Episode „Der Kunde der Woche“ als Gene
- 2009: 90210 in der Episode 1.17 „Silvers Film“ als Max
- 2009: Sonny Munroe in der Episode 9 „Küsschen, tschüsschen!“ als James Conroy
- 2016: Luzifer in der Episode 4 Eifersucht und Erpressung als Bruder Jolson